# Martiany
Martiany (deutsch Mertenheim) ist ein Dorf in der polnischen Woiwodschaft Ermland-Masuren, das zur Gmina Kętrzyn (Landgemeinde Rastenburg) im Powiat Kętrzyński (Kreis Rastenburg) gehört.

## Geographische Lage
Martiany liegt am Mertenheimer See (polnisch Jezioro Martiany) im nördlichen Osten der Woiwodschaft Ermland-Masuren. Die frühere Kreisstadt Lötzen (polnisch Giżycko) ist 17 Kilometer in westlicher Richtung entfernt, zur heutigen Kreismetropole Kętrzyn (Rastenburg) sind es zehn Kilometer in Richtung Nordwesten.

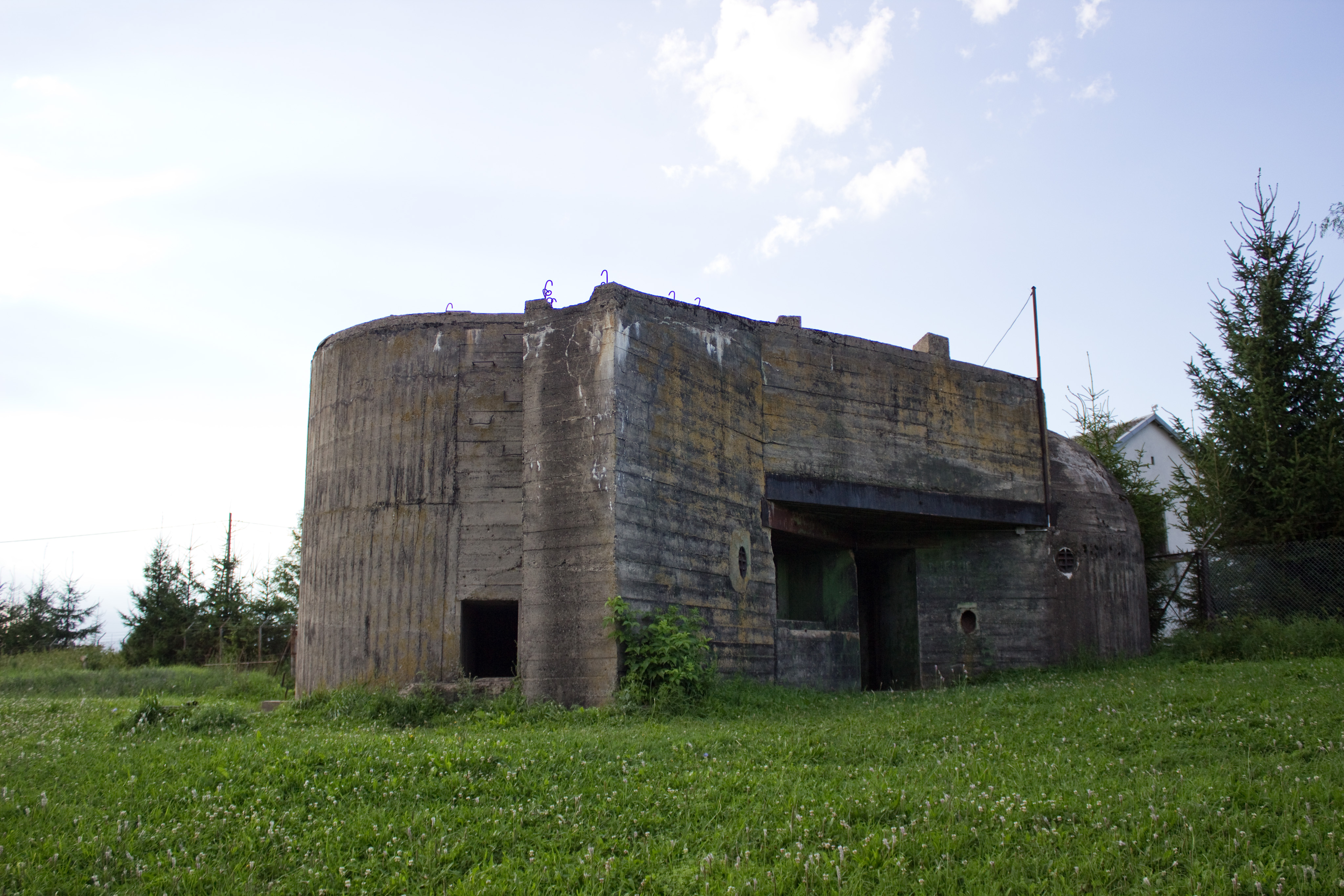
Bunkeranlage von 1939 in Martiany

## Geschichte
Das später Mertenheim genannte Dorf wurde im Jahre 1395 gegründet. Im Jahre 1785 wird Martenheim als köllmisches Dorf mit 20 Feuerstellen erwähnt, 1818 mit 27 Feuerstellen und 190 Einwohnern.
Von 1874 bis 1945 war Mertenheim in den Amtsbezirk Groß Stürlack (polnisch Sterławki Wielkie) eingegliedert. Er gehörte zum Kreis Lötzen im Regierungsbezirk Gumbinnen (1905 bis 1945: Regierungsbezirk Allenstein) in der preußischen Provinz Ostpreußen.
Waren im Jahr 1910 insgesamt 374 Einwohner in Mertenheim gemeldet. Ihre Zahl verringerte sich bis 1933 auf 341 und belief sich 1939 noch auf 328.
In Kriegsfolge kam Mertenheim 1945 mit dem gesamten südlichen Ostpreußen zu Polen und erhielt die polnische Namensform „Martiany“. Heute ist der Ort in das Schulzenamt (polnisch sołectwo) Pożarki (deutsch Pohiebels) eingegliedert und gehört somit zur Gmina Kętrzyn (Landgemeinde Rastenburg) und zum Powiat Kętrzyński (Kreis Rastenburg), vor 1998 der Woiwodschaft Suwałki, seither der Woiwodschaft Ermland-Masuren zugehörig.

## Religionen
Bis 1945 war Mertenheim in die Evangelische Pfarrkirche Groß Stürlack in der Kirchenprovinz Ostpreußen der Kirche der Altpreußischen Union und in die Katholische Pfarrkirche St. Bruno Lötzen im Bistum Ermland eingepfarrt. 
Heute gehört Martiany zur Kapellengemeinde Sterławki Wielkie der Pfarrei Ryn (Rhein) in der Diözese Masuren der Evangelisch-Augsburgischen Kirche in Polen bzw. zur katholischen Pfarrkirche in Sterławki Wielkie im Bistum Ełk (Lyck) der Römisch-katholischen Kirche in Polen.

## Verkehr

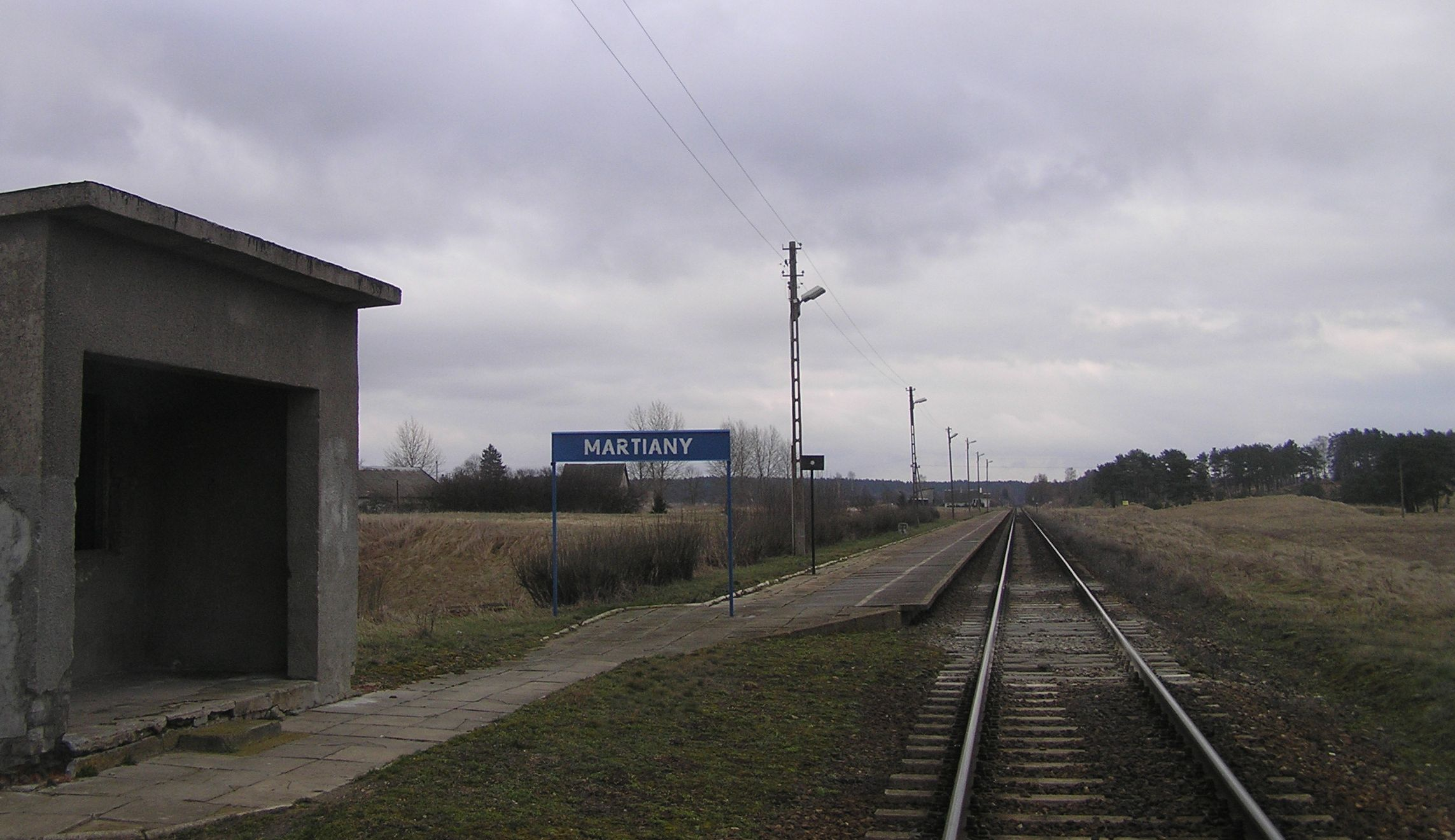
Haltepunkt Martiany an der Bahnstrecke Głomno–Białystok

Als 1868 die Bahnstrecke von Königsberg (Preußen) durch Masuren bis Prostken und später weiter bis Brest-Litowsk gebaut wurde, wurde Mertenheim zu einem eigenen Haltepunkt, der bis heute besteht, auch wenn die Bahnlinie nur noch auf polnischem Gebiet betrieben wird.
Martiany liegt an der bedeutenden polnischen Woiwodschaftsstraße DW 592 (frühere deutsche Reichsstraße 135), die die drei Kreise Bartoszyce (Bartenstein), Kętrzyn (Rastenburg) und Giżycko (Lötzen) miteinander verbindet. Aus Richtung Norden endet eine Nebenstraße von Kronowo (Kronau) kommend in Martiany, aus Richtung Süden eine von Salpik (Salpkeim).